# Stavroula Tsolakidou
Stavroula Tsolakidou (griechisch Σταυρούλα Τσολακίδου; * 24. März 2000) ist eine griechische Schachspielerin und trägt den FIDE-Titel eines Großmeisters der Damen (WGM).

## Karriere
Tsolakidou wurde 2013 Weltmeisterin in der Altersklasse U14 weiblich, im Jahre 2015 konnte sie den Weltmeistertitel in der Klasse U16 weiblich erringen und 2016 in der Klasse U18 weiblich.
2014 erhielt sie für den Gewinn der U14-Weltmeisterschaft der Mädchen zunächst den Titel des FIDE-Meisters der Damen (WFM). Im gleichen Jahr konnte sie den Titel des Internationalen Meisters der Damen erreichen. 2015 und 2016 erreichte sie die Normen für die Erlangung des Frauengroßmeistertitels, der ihr 2016 auch verliehen wurde. 2017 wurde sie griechische Landesmeisterin der Frauen.
Mit der griechischen Nationalmannschaft der Damen nahm Tsolakidou an den Schacholympiaden 2014, 2016 und 2018 teil. Ferner gehörte sie bei den Mannschaftseuropameisterschaften der Frauen 2013, 2015 und 2017 zur griechischen Auswahl, wobei sie 2017 das drittbeste Einzelergebnis am zweiten Brett erreichte. In der deutschen Frauenbundesliga spielt Tsolakidou seit 2018 für die Rodewischer Schachmiezen.
In der Elo-Rangliste der griechischen Damen steht sie auf dem ersten Rang (Stand: November 2024).